# Alburquerque urainak, grófjainak és hercegeinek listája
Alburquerque (portugálul: Albuquerque) egy kisváros, amely mai Spanyolország Extremadura autonóm területe Badajoz tartományában fekszik, a portugál határ közelében. A település különböző címet viselő urai közül többen is jelentős szerepet játszottak mind a spanyol, mind a portugál középkori történelemben.

## Alburquerque urai és úrnője
- Afonso Teles de Meneses, „az Öreg” (*1170 körül – †1230), Alburquerque első ura;[1]
- João Afonso Telo de Meneses (*1225 – †1268), az előzőnek a fia, Alburquerque második ura;
- Rodrigo Anes (Eanes) de Meneses (*1245 – †? /1268-ban még élt/), az előzőnek a fia, Alburquerque harmadik ura;[2]
- João Afonso de Meneses (*1265 – †1304), az előzőnek a fia, Alburquerque negyedik ura;
- Teresa Martins de Meneses (*1290 – †1350), az előzőnek a leánya, Alburquerque ötödik úrnője;
- João Afonso de Albuquerque (*1305 – †1354), az előzőnek a fia, Alburquerque hatodik ura;[3]
- Martim Anes de Albuquerque (*1325? – †1365), az előzőnek a fia, Alburquerque hetedik ura.[4]

## Alburquerque grófjai és grófnője
- Kasztíliai Sancho (*1342 – †1374), Alburquerque első grófja;[5]
- Kasztíliai Ferdinánd (*1373 – †1385 /csatában elesett/), az előzőnek a fia, Alburquerque második grófja;
- Kasztíliai Eleonóra Urraca (*1374 – †1435), az előzőnek a húga, Alburquerque harmadik grófnője;[6]
- Aragóniai Henrik (*1400 – †1445) infáns, az előzőnek a fia, Alburquerque negyedik grófja.[7]

## Alburquerque hercegei
- Beltrán de la Cueva (*1435 körül?, 1443? – †1492), Alburquerque első hercege (1464–1492).[8]
- Alburquerque további hercegei: Lista de Duques de Alburquerque. ([9])

## Külső hivatkozások
- http://www.geneall.net/H/ – 2013. augusztus 10.
- http://roglo.eu/roglo?lang=es – 2013. augusztus 10.
- http://www.homar.org/genealog/ – 2013. augusztus 10.
- http://www.genmarenostrum.com/ – 2013. augusztus 10.
- http://www.manfred-hiebl.de/genealogie-mittelalter/ – 2013. augusztus 10.
- http://fmg.ac/Projects/MedLands/SPANISH%20NOBILITY%20LATER%20MEDIEVAL.htm – 2013. augusztus 10.
- http://fmg.ac/Projects/MedLands/PORTUGUESE%20NOBILITY%20MEDIEVAL.htm – 2013. augusztus 10.
- http://genealogy.euweb.cz/index.html – 2013. augusztus 10.
- http://repositorio.ul.pt/bitstream/10451/1751/1/21996_ulfl062047_tm.pdf – 2013. augusztus 11.
- http://pagfam.geneall.net/0552/ – 2013. augusztus 11.
- http://purl.pt/12151/1/hg-40110-v/hg-40110-v_item1/P461.html – 2013. augusztus 12.
- http://cronologiahistorica.com/index.php?option=com_content&view=article&id=914:ano-1366&catid=18&Itemid=115 – 2013. augusztus 24.

## Lásd még
- – 2013. augusztus 10.
- – 2013. augusztus 10.
- – 2013. augusztus 10.